# Sergio Iván Dornelles
Sergio Iván Dornelles (* 26. April 1974 in Alvear, Provinz Corrientes) ist ein argentinischer römisch-katholischer Geistlicher und Weihbischof in Buenos Aires.

## Leben
Sergio Iván Dornelles engagierte sich in seiner Jugend in der Katholischen Aktion. Er erlangte 1998 an der Universidad de Buenos Aires einen Abschluss im Fach Rechtswissenschaft und arbeitete anschließend zwei Jahre als Anwalt. Ab dem Jahr 2000 studierte er Philosophie und Katholische Theologie am Priesterseminar Inmaculada Concepción in Buenos Aires. Am 17. November 2007 empfing er im Microestadio Malvinas Argentinas durch den Erzbischof von Buenos Aires, Jorge Mario Kardinal Bergoglio SJ, das Sakrament der Priesterweihe für das Erzbistum Buenos Aires.
Dornelles war nach der Priesterweihe zunächst von 2008 bis 2014 als Pfarrvikar der Pfarrei San Saturnino y San Judas tätig, in der er zuvor bereits als Diakon gewirkt hatte. Von 2009 bis 2015 war er Assessor für den Anwärterbereich der Katholischen Aktion im Erzbistum Buenos Aires und von 2014 bis 2015 zusätzlich Pfarrvikar der Pfarrei Nuestra Señora de la Misericordia, bevor er deren Pfarrer wurde. Neben seiner Tätigkeit in der Pfarrseelsorge leitete Dornelles bereits ab 2012 die Diözesanabteilung für die Kinderseelsorge und ab 2023 auch den Diözesanpastoralrat. Zudem wirkte er ab 2019 als nationaler Assessor der Katholischen Aktion in Argentinien. Ferner fungierte er von 2021 bis 2023 als Dechant des Dekanats Villa Lugano und arbeitete ab 2023 in der diözesanen Bildungsabteilung mit. Darüber hinaus gehörte Dornelles ab 2019 dem Priesterrat und ab 2021 auch dem Konsultorenkollegium des Erzbistums Buenos Aires an.
Am 19. Juni 2024 ernannte ihn Papst Franziskus zum Titularbischof von Eguga und zum Weihbischof in Buenos Aires. Der Erzbischof von Buenos Aires, Jorge Ignacio García Cuerva, spendete ihm sowie Pedro Bernardo Cannavó und Alejandro Daniel Pardo am 3. August desselben Jahres in der Catedral Metropolitana de Buenos Aires die Bischofsweihe; Mitkonsekratoren waren der Weihbischof in Río Gallegos, Fabián González Balsa, und der Bischof von San Justo, Eduardo Horacio García, sowie die Weihbischöfe in Buenos Aires, Alejandro Daniel Giorgi und Gustavo Oscar Carrara.